# Saint-Martin (Quebec)
| Saint-Martin                  |                            |
| Centre de Saint-Martin.JPG    |                            |
| Coordenadas: 45º58'N, 70º39'W |                            |
| Província                     | Quebec                     |
| Região administrativa         | Chaudière-Appalaches       |
| Incorporado em                | 12 de outubro de 1911      |
| Prefeito                      | Jean-Marc Paquet           |
| Código postal                 | 29045                      |
|                               |                            |
| Área                          |                            |
| - Cidade                      | 119,34 km², 47,7 mi²       |
| Fuso horário                  | UTC -5                     |
| População (2006)              |                            |
| - Cidade                      | 2.604                      |
| - Densidade                   | 21,8 hab/km², 54,6 hab/mi² |

Saint-Martin é uma freguesia canadense do Conselho Municipal Regional de Beauce-Sartigan em Quebec, localizado na região administrativa de Chaudière-Appalaches. Foi nomeada em homenagem à Martinho de Tours.